# Арчибалд Уейвъл
Сър Арчибалд Пърсивал Уейвъл (на английски: Sir Archibald Percival Wavell) е британски офицер, който служи по време на двете световни войни.
По време на Първата световна война служи във Франция, където губи едното си око по време на битка. През Втората световна война достига чин фелдмаршал, ръководи бойните действия в Близкия изток, след което заема поста вицекрал на Индия.

## Ранен живот и кариера
Уейвъл е роден на 5 май 1883 година в Колчестър, Англия. Учи в Уинчестър, след което постъпва в Кралската военна академия Сандхърст. През 1901 г. завършва академията първи в своя випуск и получава назначение в Black Watch. Между 1899 и 1902 г. участва във втората бурска война, след което получава назначение на северозападната граница на Индия. Завършва колежа за щабни офицери в Кембърли, където отново завършва първи в своя клас. През следващите две години изучава руски език в Русия.

## Първа световна война и междувоенния период
По време на Първата световна война служи във Франция. По време на битката при Ипрес губи едното си око. След като се възстановява служи осем месеца в Кавказ, заедно с руската армия. Следващото му назначение, вече бригаден генерал, е в Палестина под командването на генерал Едмънд Алънби. През следващите години заема редица постове, а през 1937 г. отново е изпратен в Палестина, където командва британските войски по време на арабско-израелските бунтове. През 1938 г. е издигнат в чин генерал-лейтенант, а през август 1939 г. заема поста главнокомандващ на войските за Близкия изток.

## Втора световна война
По време на началните фази на Северноафриканската кампания неговите значително по-малобройни войски, под командването на генерал Ричард О'Конър, спират италианската офанзива към Египет и по време на операция Компас изтласкват противника до Либия. По време на бойните действия са унищожени около 400 танка, 1292 артилерийски оръдия и са пленени 130 000 войника. Министър-председателят Уинстън Чърчил взема решение да се изтеглят войски от Африка и да бъдат изпратени Гърция. Това начинание завършва с неуспех и е последвано от още едно поражение, по време на първата офанзива на Ервин Ромел. По настояване на Чърчил, Уейвъл извърва нова офанзива с кодово име операция Бойна секира, този път в опит да бъде вдигната обсадата на Тобрук. Британските войски претърпвяват ново поражение, след което Уейвъл заменен от Клод Окинлек и е изпратен в Индия, като главнокомандващ на войските там.
След загубата на Малая, Сингапур и Бирма Уейвъл подготвя Индия за предстоящата инвазия. След това извършва контранастъпление срещу японските войски в Бирма, което е облъснато. През януари 1943 г. е издигнат в чин фелдмаршал, а през юни същата година е назначен за вицекрал на Индия. Заема поста до 1947 г., когато е заменен от адмирал Луис Маунтбатън.

## След войната
След войната получава титлата виконт Керен от Еритреа и Уинчестър и се завръща във Великобритания. Установява се в Лондон, където умира на 24 май 1950 г.